# Neuf-Marché

Neuf-Marché este o comună în departamentul Seine-Maritime, Franța. În 1 ianuarie 2022 avea o populație de 647 de locuitori.